# Eirik Bjodaskalle
Eirik Bjodaskalle (en nórdico antiguo: Erik bjödaskali Vikingr-Kåresson, n. 902) fue un poderoso e influente caudillo vikingo de Oprustader (hoy Obrestad, Jæren), en Noruega, siglo X. Pertenecía a una larga estirpe de guerreros descendientes del legendario Ragnar Lodbrok; hijo del lendmann Viking-Kåre.
Eirik era padre de Ástrid, reina consorte de Tryggve Olafsson, rey de Viken, Vingulmark y Ranrike, ambos progenitores de Olaf I de Noruega; también era padre de Sigurd Eriksson, otro influyente bóndi noruego en la corte de Gardariki. El rey Harald II inició una purga para eliminar a cualquier pretendiente que pudiera reclamar el trono noruego, y Tryggve pertenecía a uno de los linajes con fuertes raíces y posibilidades, por lo que fue asesinado. A la muerte de Tryggve, Harald II tuvo conocimiento de que su esposa Astrid estaba embarazada e inició una búsqueda con la excusa que deseaba apadrinar al niño; Gunnhild la madre del rey Harald y consorte del fallecido Eirík Hacha Sangrienta, tuvo especial interés en localizarlos y envió espías a Oppland sin resultados.
En su obsesión por encontrar a Astrid y su hijo, Gunhild envió en la primavera de 964 a treinta hombres armados a la hacienda de Eirik Bjodaskalle para capturarlos y traerlos a su presencia, pero Eirik preparó la fuga de su hija y su nieto, junto con Thorolf Lusarskeg (el inseparable padre adoptivo de Ástrid) y dos guías. Cuando llegaron los hombres del rey los buscaron en las propiedades de Eirik, que siempre negaba conocer su paradero, durante un día entero sin resultados. Astrid llegó hasta la hacienda de Hakon Gamle, amigo íntimo de su padre, donde permaneció a salvo durante dos años (965 – 966).

## Herencia
Se desconoce el nombre y genealogía de su esposa, pero las sagas mencionan cinco hijos de una relación, todos los varones tuvieron sus haciendas en el este de Noruega:
- Sigurd Eriksson
- Thorkel Eriksson (n. 928)
- Dydril Eriksson (n. 931)
- Erik Eriksson (n. 933)
- Astrid Eiriksdotter